# Registre foncier (Québec)
 (juillet 2021).
Si vous disposez d'ouvrages ou d'articles de référence ou si vous connaissez des sites web de qualité traitant du thème abordé ici, merci de compléter l'article en donnant les références utiles à sa vérifiabilité et en les liant à la section « Notes et références ».
En droit québécois, le registre foncier est un service public chargé de donner l'état des droits en relation avec les immeubles. 

## Historique

### Avant 1830
Aucun registre centralisé n'existait empêchant toute recherche afin de savoir s'il pouvait exister d'autres droits sur une propriété. Cet état de fait laissait la place à la fraude, principalement par la production de faux mais aussi par des demandes de prêts hypothécaires multiples pour le même immeuble. En effet, les transactions immobilières étant des transactions privées, il n'existait pas de système pour connaître les transactions antérieures ou concurrentes.

### À partir de 1830
Le gouvernement du Bas-Canada crée un système d'information de tous les droits fonciers ou immobiliers afin d'assurer à tous les citoyens et personnes morales la protection de leurs droits de propriété. Cette mesure permet de limiter les fraudes et permet une sécurité pour toutes les transactions ayant trait au crédit immobilier.

### En 1841
La province du Canada oblige toutes les parties à un acte enregistrant leurs transactions, rendant ainsi le tout public. Toutes les transactions doivent donc être enregistrées au Registre foncier. De par ses pouvoirs d'officier public, le notaire peut effectuer cette inscription grâce à sa propre signature sans que les parties n'interviennent.
Ainsi,  seul le propriétaire qui détient un titre de propriété enregistré ou inscrit dans ce registre voit son droit protégé et opposable aux tiers. Le gouvernement confie à l'Officier de la publicité foncière la responsabilité d’assurer le fonctionnement du système en respectant un cadre juridique et administratif rigoureux. Ce processus établit la crédibilité du Registre foncier du Québec et gagne la confiance de la population québécoise qui cherche à protéger ses droits immobiliers.

## But de la publicité foncière
Par la publicité foncière, chaque citoyen, entreprise ou institution financière peut :
- indiquer à toutes et tous ses propres droits sur un immeuble ;
- protéger ses droits ;
- exercer librement ses droits sur cet immeuble.

Aucun droit n'est créé par le système de la publicité foncière. Le fait d’inscrire une transaction au Registre ne donne pas un droit sur l'immeuble inscrit. Les droits n'existent qu'à la signature d'un  contrat entre deux parties. L’inscription d’un contrat dans le Registre foncier du Québec permet de  rendre publics (« publicité ») ces droits (vente, hypothèque, servitude, etc.) que peut détenir une personne morale ou physique sur un immeuble. Par cette inscription, aucune personne ne peut prétendre ne pas connaître les droits qui peuvent grever un immeuble à la suite du contrat signé. On dit que « les droits qui y sont contenus sont opposables aux tiers ».
Très peu de modifications ont été apportées au système de publicité foncière au fil des années. Aujourd’hui encore, lorsqu'une personne physique ou morale désire faire une transaction sur un immeuble, le notaire dépose une copie conforme de l'acte dans l’un des 73 bureaux de la publicité des droits pour inscription dans le Registre foncier du Québec. Anciennement, ces bureaux de la publicité des droits étaient connus sous le terme de bureau d'enregistrement.

## Fonctionnement du système
La publicité foncière repose sur les divisions cadastrales qui sont faites depuis des siècles par les arpenteurs-géomètres. Le territoire du Québec est divisé en lots et un numéro est attribué par le Cadastre, un autre registre public tenu par le ministère des Ressources naturelles et de la Faune du Québec. Il est possible à toute personne de consulter la fiche de l'immeuble avec ce numéro de lot. L'ensemble des fiches répertoriant les transactions qui ont eu lieu sur un immeuble s'appelle l’Index des immeubles d’une circonscription foncière donnée.

### Étapes de l'enregistrement
Selon l'emplacement du lot, un notaire dépose une copie de l'acte pour qu’elle soit inscrite à l’Index des immeubles de la circonscription foncière concernée.
Si le document respecte les règles de la publicité foncière, il est alors admis à la publicité. On inscrit sur la fiche immobilière du lot concerné les éléments suivants :
- le nom des parties à la transaction (acheteur, vendeur, créancier, etc.) ;
- le numéro d’inscription du contrat (date et numéro d’enregistrement) ;
- la nature de la transaction (vente, hypothèque, servitude, etc.) ;
- le montant de la transaction, s’il y a lieu.

En se référant au numéro d’inscription de l'acte ou au numéro de lot, toute personne qui le désire peut consulter une copie de l'acte ainsi rendu public par son inscription au Registre foncier du Québec. Pour connaître le numéro de lot attribué par le cadastre, il faut communiquer avec la municipalité, la municipalité régionale de comté ou la communauté urbaine où est situé l’immeuble.